# 渡辺一史 (作家)
渡辺一史（わたなべ かずふみ、1968年2月26日 - ）は、日本のフリーライター、ノンフィクション作家。北海道札幌市在住。読売新聞読書委員。妻は編集者の依田則子

## 略歴
愛知県名古屋市生まれ、大阪府豊中市育ち。
大阪府立北野高等学校を経て、1987年北海道大学理Ⅱ系入学。高橋世織の教え子でもあったが、自ら創刊したキャンパス雑誌の編集にのめり込み、1991年9月北海道大学文学部行動科学科中退。その後北海道を拠点にフリーライターとして活動する。多数の道内市町村・郷土関係の出版物に共同執筆として参加している。
2003年、札幌で自立生活を送る重度身体障害者とボランティアを描いた『こんな夜更けにバナナかよ 筋ジス・鹿野靖明とボランティアたち』で第25回講談社ノンフィクション賞、第35回大宅壮一ノンフィクション賞受賞。
2012年、取材・執筆に8年を要した二冊目の著書『北の無人駅から』で第16回林白言文学賞、第12回石橋湛山記念早稲田ジャーナリズム大賞、第34回サントリー学芸賞、第26回地方出版文化功労賞受賞。
2018年、『こんな夜更けにバナナかよ』が大泉洋主演・前田哲監督で実写映画化される。

## 著書
- 『こんな夜更けにバナナかよ 筋ジス・鹿野靖明とボランティアたち』北海道新聞社　2003　文春文庫、2013
  - 同題名の映画ノベライズ（橋本裕志脚本）も文春文庫、2013
- 『北の無人駅から』北海道新聞社　2011
- 『なぜ人と人は支え合うのか 「障害」から考える』ちくまプリマー新書 2018